# Домашняя свинья
Дома́шняя свинья́ (лат. Sus domesticus, или Sus scrofa domesticus) — крупное парнокопытное млекопитающее животное рода кабанов (свиней), одомашненное человеком около 7 тыс. лет назад (по некоторым исследованиям — значительно раньше) и распространённое главным образом в странах Запада, в Восточной Азии и в Океании. Одичавшие свиньи (рейзорбеки) встречаются в Северной Америке, в Австралии и в Новой Зеландии. Длина тела составляет от 0,9 до 1,8 м, взрослая особь весит от 50 до 150 кг. По сравнению с другими парнокопытными, которые чаще бывают растительноядными, домашняя свинья всеядна, как и её предок, дикий кабан.
Свиньи выращиваются в основном ради мяса и сала. Мировое производство свинины в 2005 году составило 97,2 млн т (по данным Министерства сельского хозяйства США).
Декоративные карликовые породы свиней (минипиги) — популярные животные для содержания дома. Во Франции специально обученные свиньи выискивают трюфели.

## Происхождение слова
Слово «свинья» — общеславянское (индоевропейское) по происхождению. Оно восходит к общеславянскому svinьja и далее — к индоевропейскому корню su > suu- и суффиксу -in-o > -in-a. Родственными ему являются, например, древнеиндийское ukaras «свинья», латинское suinus «свиной», английское swine «свинья», немецкое Schwein «свинья». 
Слово присутствует во многих современных индоевропейских языках, что указывает на его существование в праязыке. Оно известно древнерусскому языку с XI в.

## Происхождение и история одомашнивания
Археологические находки свидетельствуют, что уже 12 700—13 000 лет назад дикие свиньи начали одомашниваться на Ближнем Востоке в районах бассейна Тигра. Первоначально их содержали в полудиком состоянии на воле, подобно тому, как свиньи содержатся и сейчас в Новой Гвинее.
Останки свиней, живших более 11 400 лет назад, были найдены на Кипре. На остров свиньи могли попасть только с материка, что предполагает передвижение вместе с человеком и одомашнивание. Независимо от этого происходило одомашнивание свиней в Китае, которое имело место около 8000 лет назад (по другим данным, одомашнивание свиньи в Китае имело место в восьмом тысячелетии до н. э.).
Исследование ДНК из зубов и костей свиней, найденных в европейских поселениях эпохи неолита, показывает, что первые домашние свиньи были завезены в Европу с Ближнего Востока.
Европейцы впоследствии начали одомашнивать европейских диких свиней, что привело в короткий срок к третьему важному событию в истории их одомашнивания — вытеснению пород свиней ближневосточного происхождения в Европе. Современные домашние свиньи прошли несколько сложных этапов смешивания с европейскими домашними породами, которые, в свою очередь, были привезены в древности из Европы на Ближний Восток. Исторические источники показывают, что азиатские свиньи появились в Европе в течение XVIII — начале XIX веков.
Высокая приспособляемость и всеядность диких свиней позволила первобытному человеку одомашнить их весьма быстро. Свиньи разводились главным образом ради мяса, но использовались также и шкуры (для щитов), кости (для изготовления орудий труда и оружия) и щетины (для кистей). В Индии домашние свиньи разводились в течение продолжительного периода в основном на Гоа, а в некоторых сельских местностях для так называемого свиного туалета. Несмотря на некоторую экономическую целесообразность, свиные туалеты в дальнейшем исчезли, заменённые различными септическими устройствами и канализацией в быстро разрастающихся сельских поселениях.
В Северную Америку свиньи были завезены из Европы Эрнандо де Сото и другими испанскими первопроходцами. Сбежавшие свиньи вели дикий образ жизни и наносили большой ущерб хозяйству коренного населения, которое никогда не разводило домашних животных. Одичавшие домашние свиньи появлялись во многих частях мира (например, в Новой Зеландии, в Квинсленде) и наносили большой вред окружающей среде. Созданные людьми гибриды европейских кабанов и домашней свиньи, становясь бездомными, также становятся экологической угрозой и вредят сельскохозяйственным посадкам (они входят в сотню наиболее вредоносных животных). Особенно это касается Южной Америки от Уругвая до бразильских штатов Мату-Гросу-ду-Сул и Сан-Паулу, где они называются порт. javaporcos.
Имея постоянную численность около одного миллиарда особей, домашние свиньи являются одним из самых многочисленных крупных млекопитающих на планете.

## Породы свиней

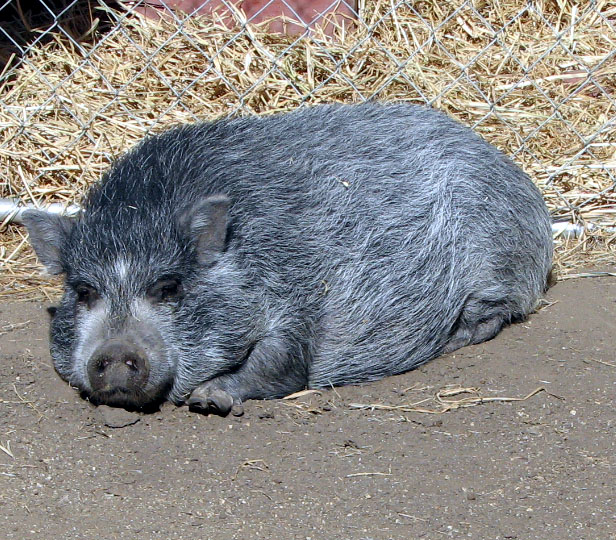
Поросёнок породы „вьетнамская вислобрюхая“

Во всем мире насчитывается около ста пород свиней. В России самые распространённые породы свиней следующие:
- крупная белая (в России примерно 85 % поголовья);
- дюрок;
- литовская белая;
- ландрас;
- миргородская;
- уржумская;
- латвийская белая;
- эстонская беконная;
- северокавказская;
- белорусская чёрно-пёстрая;
- каликинская;
- лапшинская;
- ливенская;
- брейтовская.

## Биологические и хозяйственные особенности свиней

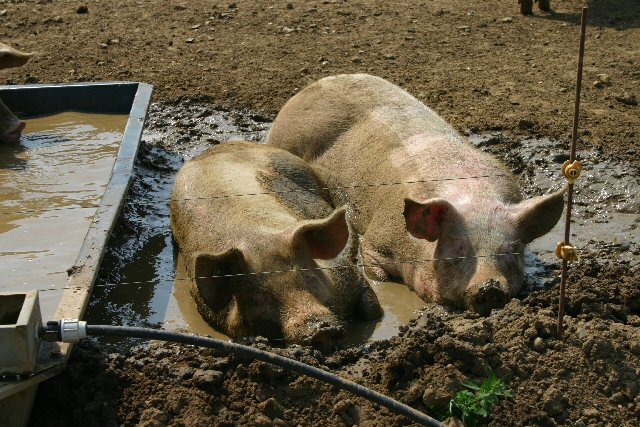
Свиньи лежат в грязи

### Анатомия
У культурных пород сохранились некоторые биологические особенности, присущие диким свиньям, — слабое зрение, острый слух, тонкое обоняние, способность хорошо плавать; повышенная плодовитость, способность к быстрому росту и жироотложению. У свиней морда удлинённая, с коротким подвижным хоботком, заканчивающимся голым плоским «пятачком», который даёт возможность рыть землю в поисках корней растений, червей и другой растительной и животной пищи. Зубов 44, в том числе 4 сильно развитых клыка. Конечности четырёхпалые. Вымя имеет 10-16 сосков, расположенных в 2 ряда. Волосяной покров редкий, грубый, в основном из щетины, однако выращиваются и свиньи с обильным волосяным покровом, например, венгерские мангалицы. Желудок простой, однокамерный. Животные всеядны, питаются растительной и животной пищей.
По некоторым анатомическим и физиологическим параметрам свиньи весьма близки человеку, по этой причине их используют в медицинских и исследовательских целях.
Свиньи имеют как апокриновые, так и мерокриновые железы, хотя местоположение последних ограничено рылом и носовой полостью[уточнить]. Свиньи, однако, не используют потовые железы для охлаждения. По сравнению с другими млекопитающими у них теплоотдача через слизистые оболочки путём частого дыхания заметно меньше. Нейтральная температура для свиней составляет от 16 до 22 °C. При повышении наружной температуры свиньи сбрасывают избыток тепла путём купания в грязи, хотя такое купание служит и другим целям, таким как защита от солнечных лучей, избавление от паразитов и пометке территории.

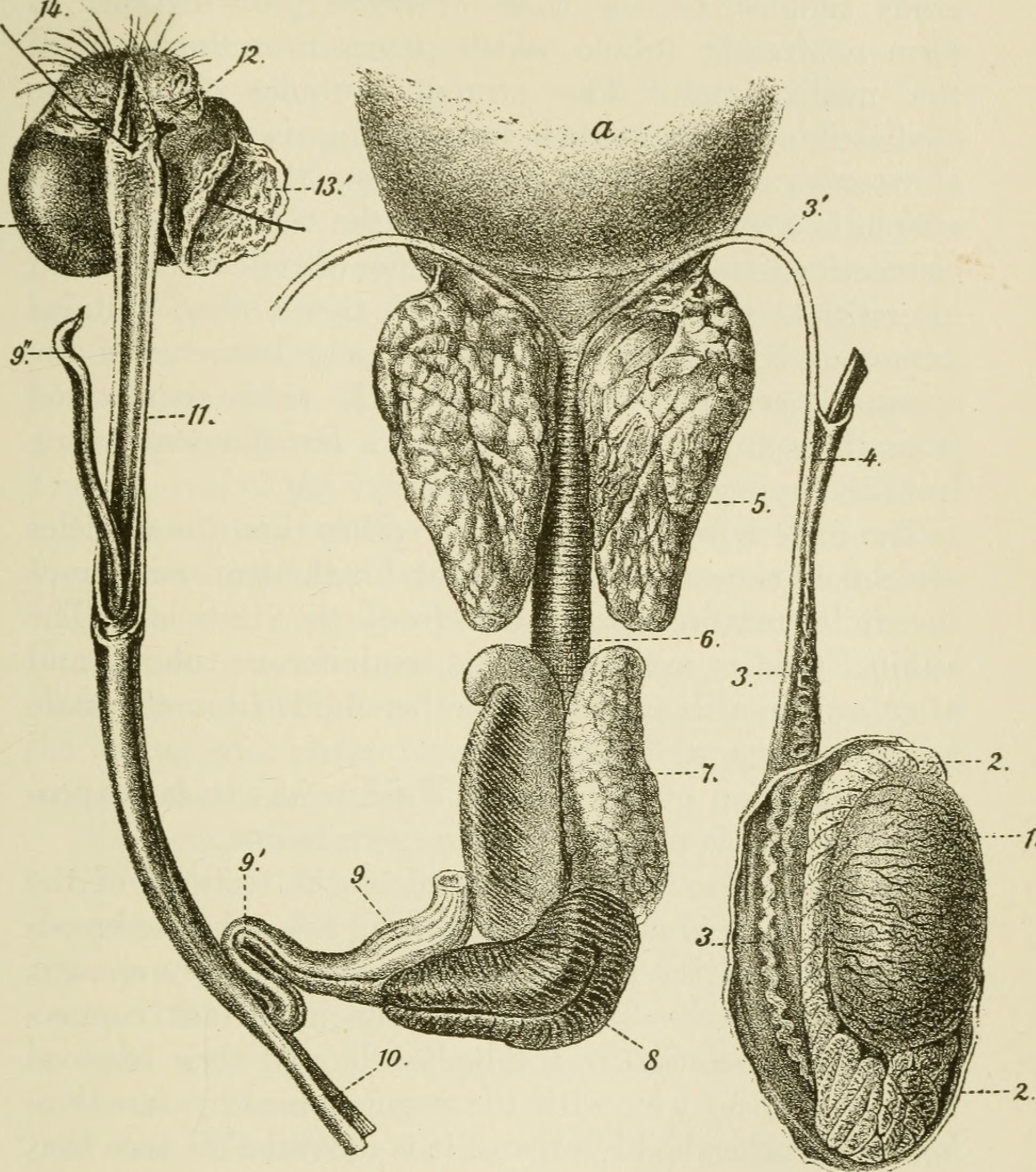
Рисунок половых органов хряка
Влагалище, матка и плацента свиноматки, рисунок
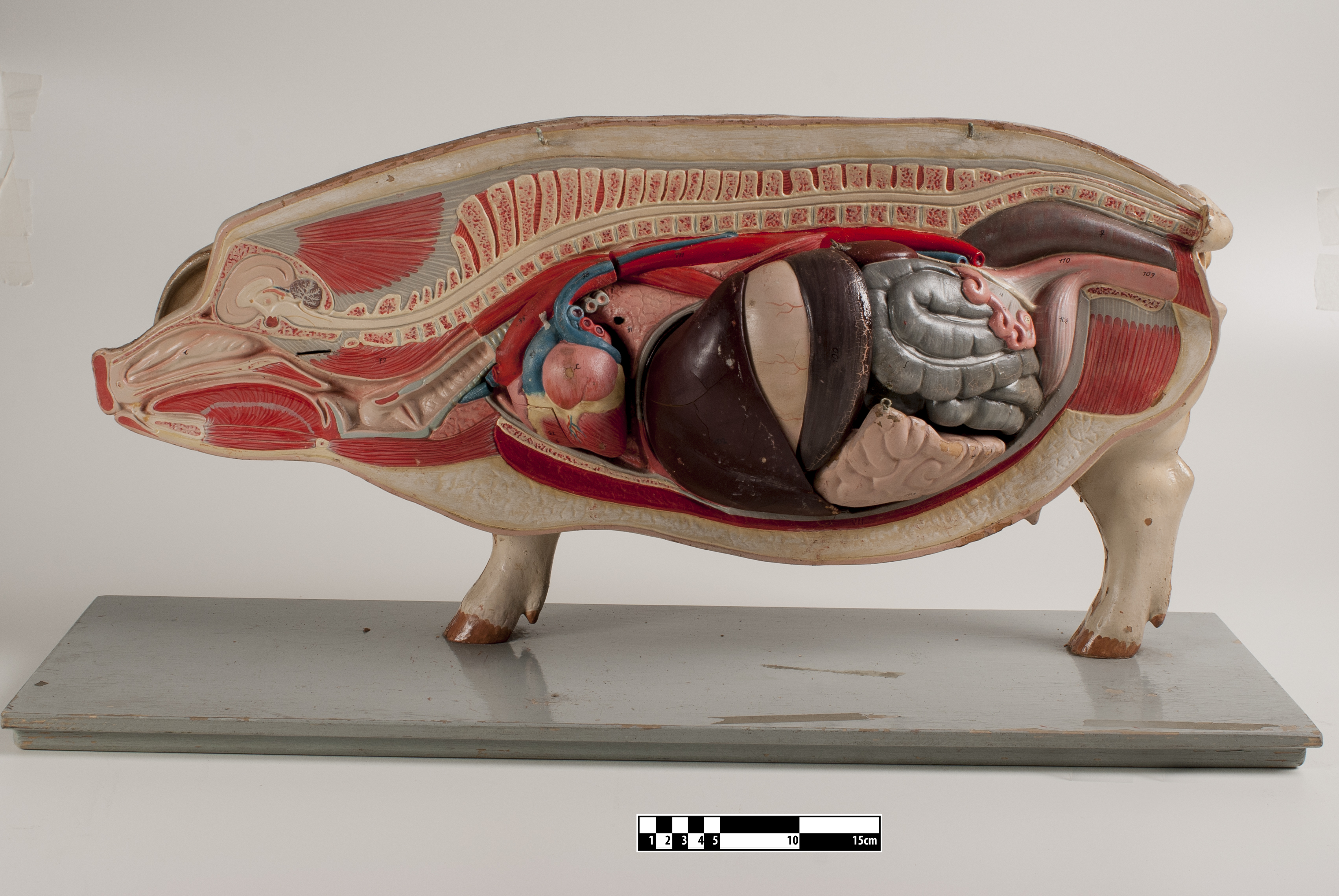
Макет свиноматки в сагиттальном разрезе с внутренними органами
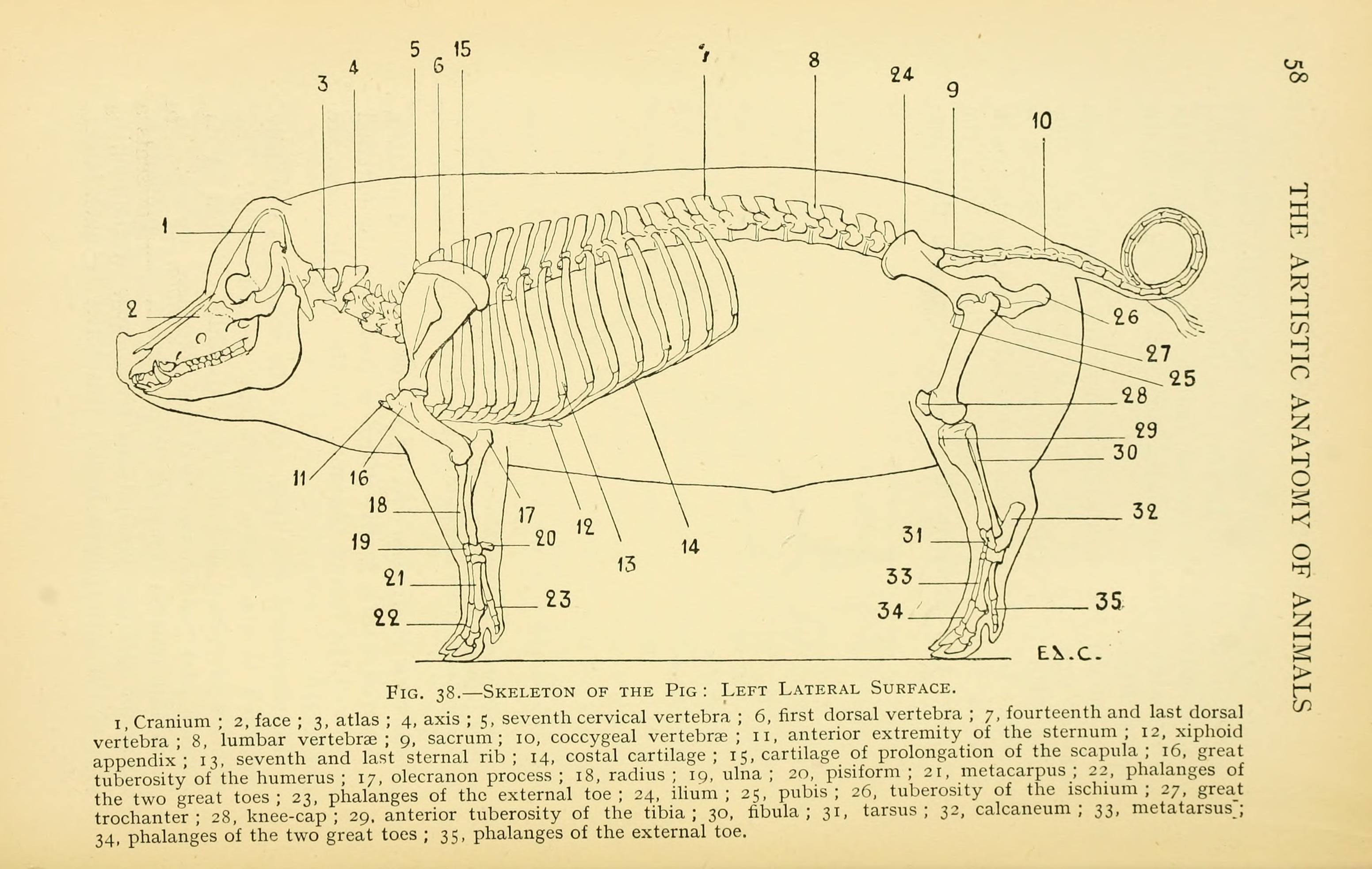
Скелет свиньи, рисунок
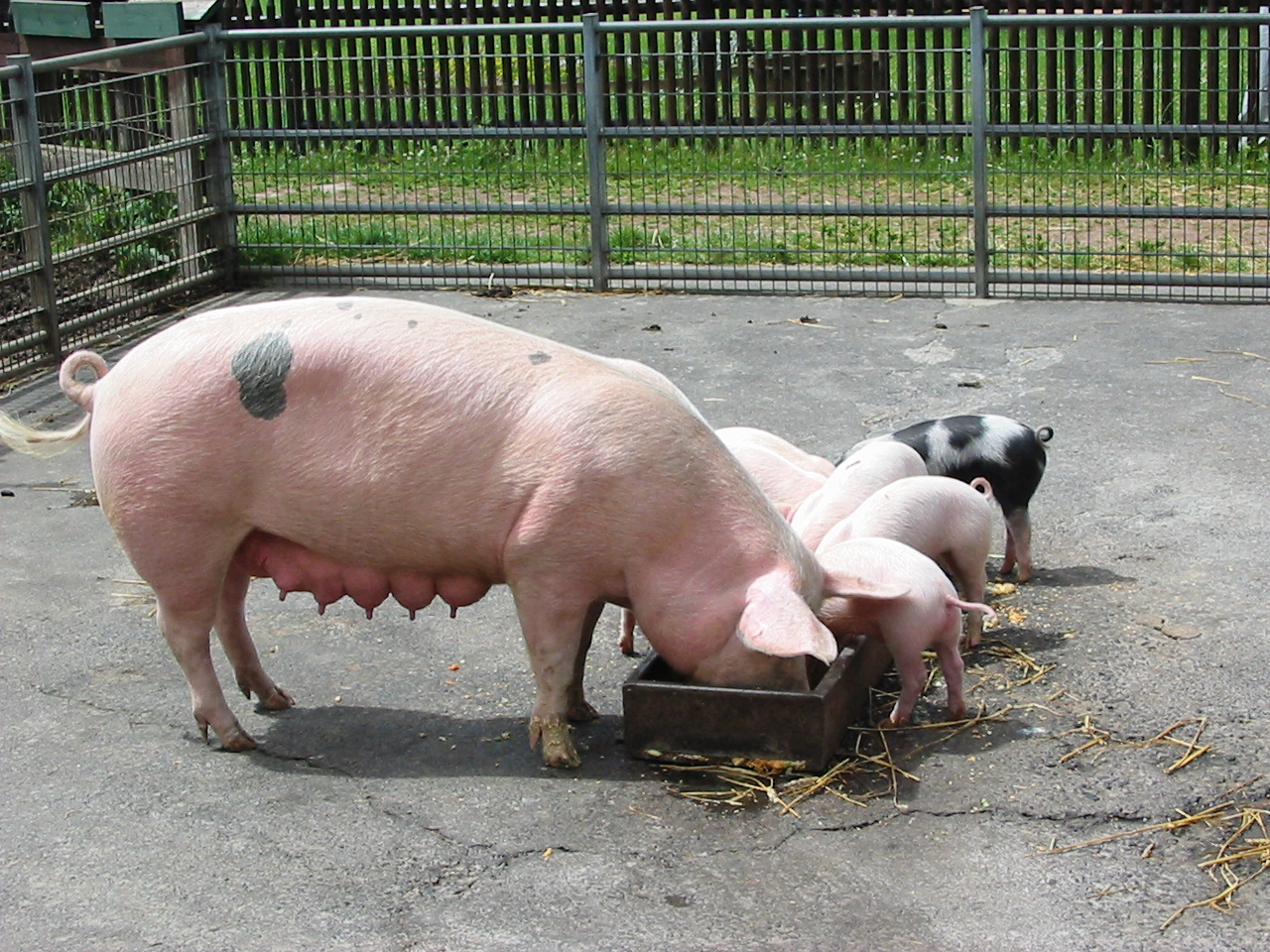
Налитые молочные железы кормящей свиноматки
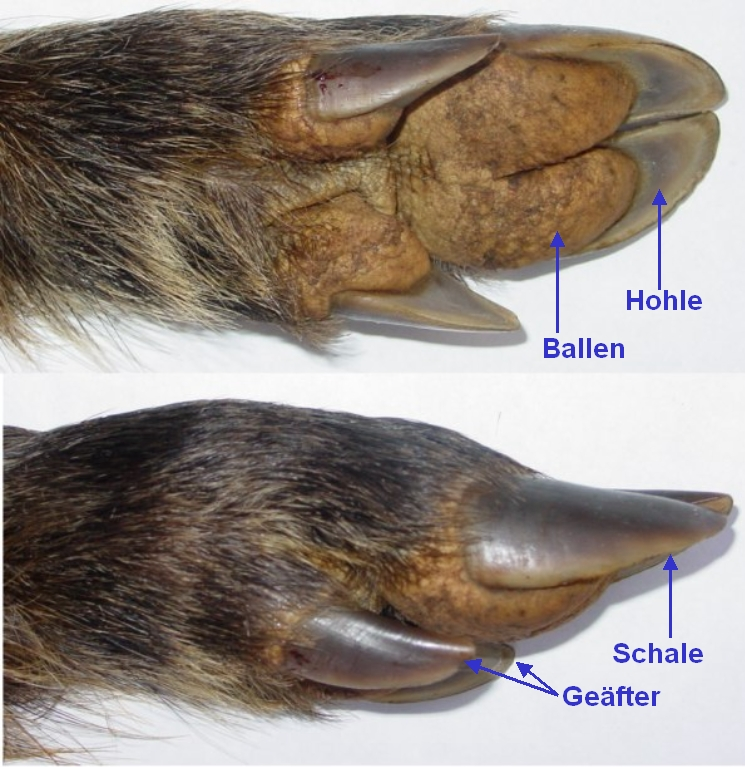
Копыта свиньи

### Воспроизводство

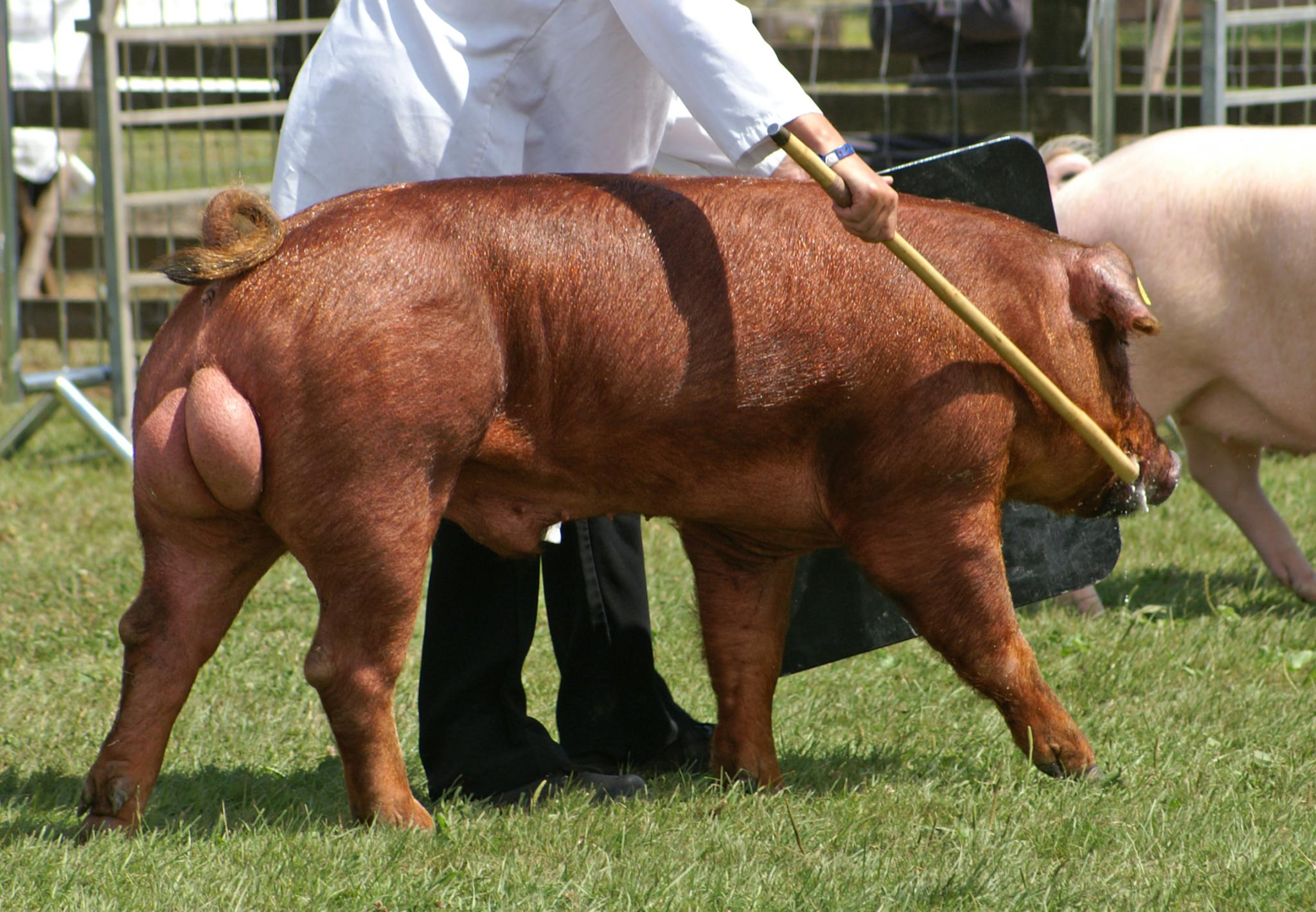
Хряк

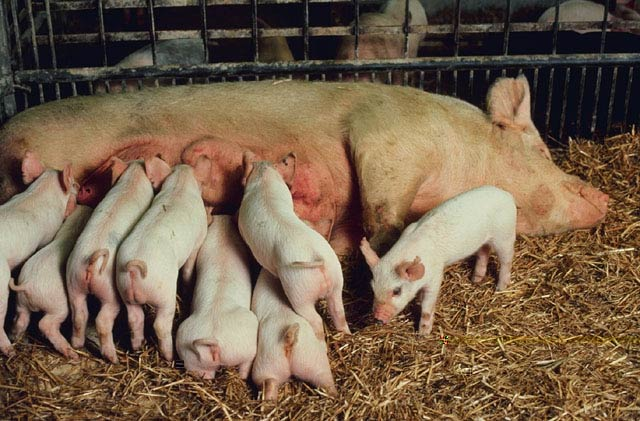
Свиноматка, кормящая поросят

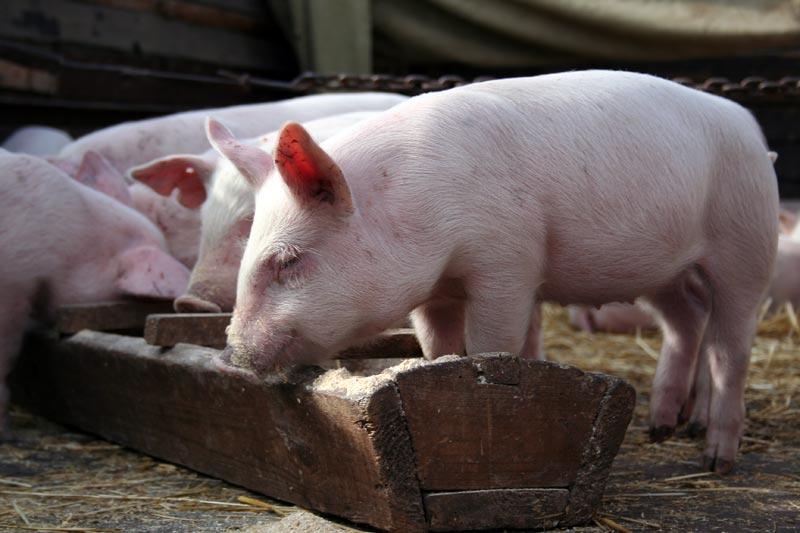
Подросшие поросята (подсвинки)

В случку молодых свиноматок пускают в 8—9-месячном возрасте, когда они весят 130—150 кг, хряков — не моложе годовалого возраста, когда они весят 180—200 кг. Половая охота повторяется через каждые 18—22 суток.
Для нормального функционирования половой системы хряков большое значение имеет сбалансированность рационов по витаминам и минеральным веществам. Дефицит жирорастворимых витаминов ведёт к нарушениям сперматогенеза и ухудшению качества спермы.
Благодаря сравнительно короткому периоду беременности (102—128 дней) и непродолжительному кормлению (от 26 до 60 дней) в ряде хозяйств от каждой матки получают за год по два выводка или более и выращивают более 20 поросят за год. При полноценном кормлении и хороших условиях содержания свиноматки современных заводских пород за одни роды дают 10—12, а иногда даже 14—16 поросят. Передовые свиноводы от каждой матки ежегодно выращивают по 22—24 поросёнка.

### Кормление поросят
Как и у большинства других млекопитающих, вскармливание малышей у свиней относится к сложному поведению. Кормление происходит каждые 50-60 минут, и поросята должны определённым образом простимулировать свиноматку, чтоб молоко начало течь. Свиноматка должна сразу после родов получить определённые сенсорные ощущения — услышать голоса поросят, почувствовать запах молока или родовых вод, прикосновения к щетине — чтобы ускорить начало лактации. Поросята начинают бороться за место у вымени, затем каждый из них начинает сосать свой сосок, получая порцию молока через небыстрые, но регулярные интервалы. Каждая порция выдаваемого молока отличается по частоте, тону и силе, оповещая таким образом поросят о проходящих стадиях кормления. Фаза борьбы за соски и теребления вымени длится около одной минуты и заканчивается с началом поступления молока. В течение следующей фазы поросята держат соски во рту и сосут, совершая глотательные движения с частотой примерно раз в секунду, и поступление молока усиливается в течение примерно 20 секунд. Максимум поступления молока коррелирует не с его расходом, а скорее с поступлением окситоцина, выделяемого гипофизом в кровеносную систему. Следующая фаза представляет собой основной процесс отдачи молока, длящийся 10-20 секунд, когда поросята чуть отстраняются от вымени и начинают сосать, совершая быстрые движения ротовой полостью со скоростью примерно 3 движения в секунду. Молокоотдача проходит быстро, не так интенсивно, быстрыми выплесками по 3-4 за серию. Наконец, поток прекращается, после чего поросята могут метаться от соска к соску, пытаясь стимулировать продолжение отдачи. Их воздействие на вымя позволяет свиноматке определить, насколько они голодны и регулировать количество выделяемого молока в будущих кормёжках. Чем более интенсивно поросята воздействуют на вымя и соски после кормёжки, тем большая отдача молока произойдёт в следующий раз.
У свиней иерархия в доминировании способна формироваться с самого раннего возраста. Домашние свиньи очень быстро развиваются и уже через минуты после рождения, а иногда и быстрее, начинают предпринимать попытки сосать. Поросята рождаются с острыми зубами и начинают сражаться за место у вымени, пытаясь занять место у передних сосков, так как они дают больше молока. Один раз установившись, порядок расположения поросят при кормёжке остаётся стабильным, и каждый из поросят занимает вполне определённое место у вымени и кормится от определённого соска (или группы сосков). Было установлено, что стимуляция передних сосков очень важна для провоцирования молокоотделения, так что занятие передних сосков самыми здоровыми и активными поросятами важно для всего помёта в целом. Использование искусственной свиноматки для выкармливания поросят показало, что узнавание «своего» соска происходит сначала с помощью зрительных ориентиров, а затем, более точно, нужный сосок определяется с помощью обоняния.
Оптимальное естественное вскармливание свиноматкой поросят-сосунов 35-42 дня.

### Продуктивность
При соответствующем кормлении и содержании свиньи к 6—7-месячному возрасту достигают массы 100—110 кг и более и при забое дают тушу массой 73—75 кг. Лучшие свиноводческие хозяйства при поголовье 2—6 тысяч маток получают от каждой из них ежегодно в среднем по 15—20 ц и более свинины, а от отдельных животных — значительно больше.
Благодаря высокой плодовитости и скороспелости свиней, а также их способности в молодом возрасте давать приплод создаётся возможность ежегодной безболезненной реализации на мясо более 100—150 % животных, имевшихся в хозяйстве на начало года. Благодаря тем же биологическим особенностям свиней в свиноводстве создаются широкие возможности для быстрого совершенствования стада путём замены менее продуктивных животных более продуктивными, дающими продукцию, соответствующую изменившимся требованиям (в частности, переход к разведению животных, от которых получают менее жирную свинину).
Убойный выход зависит от породы, возраста, пола, степени упитанности животного, а также от величины потерь при разделке туши. При убое 90—100-килограммовых свиней он колеблется обычно в пределах 72—75 %, у животных, убитых при массе 120—140 кг, — около 75—77 %, а у хорошо откормленных взрослых свиней — в пределах 80—85 %.

### Ценность мяса

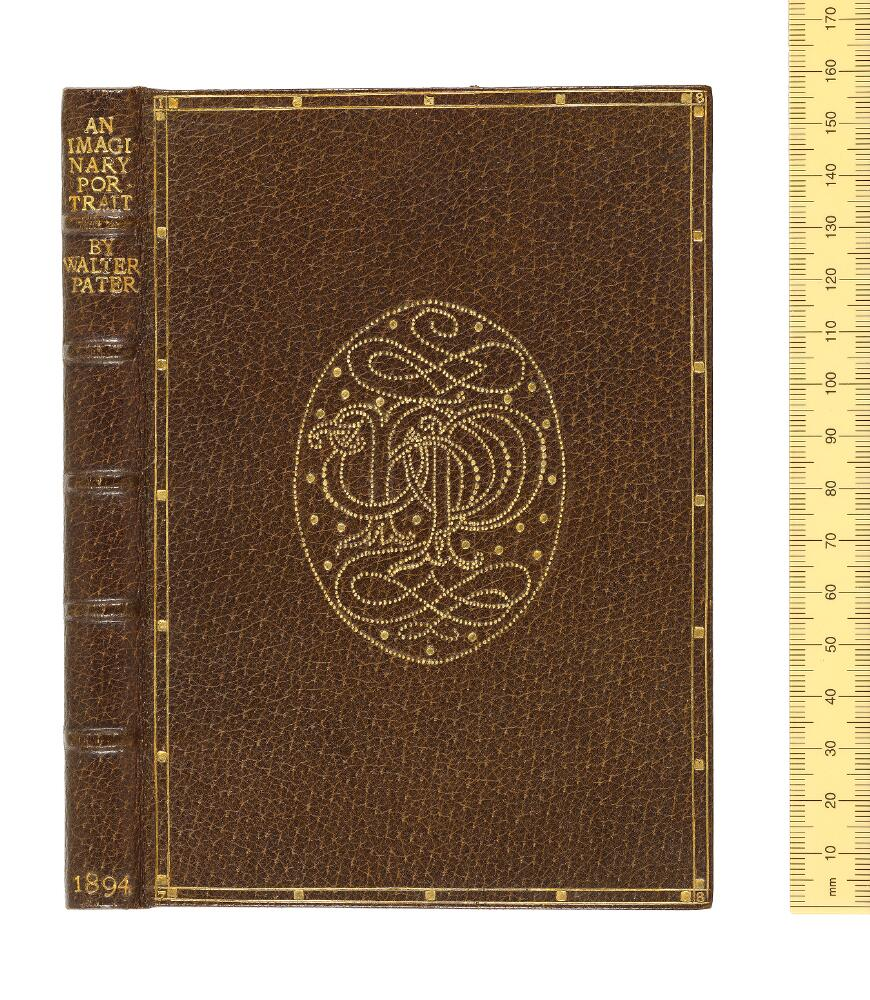
Обложка книги обтянутая свиной кожей, 1894

Свинина является одним из основных видов мяса во многих странах мира. На вид мясо свиньи имеет бледно-розовую окраску, содержит заметные прослойки жира. По вкусовым качествам свинина отличается бо́льшей мягкостью и жирностью в сравнении с говядиной и бараниной. В пищу обычно употребляется мясо самок свиньи, или (реже) боровов, кастрированных до начала полового созревания. Мясо хряков-производителей также годно в пищу, однако оно обладает существенно худшими вкусовыми качествами.

### Заболеваемость
Свиньи, как и другие домашние и дикие животные подвержены заболеваниям. Особое место среди них занимают инфекционные заболевания, которые могут распространяться быстро и поразить целые поголовья, а некоторые зооантропонозы опасны и для человека (к примеру, сибирская язва, бешенство и т. д.). Среди зоонозов можно отметить: классическую чуму свиней, африканскую чуму свиней, чуму плотоядных, болезнь Ауески, болезнь Тешена, цирковирусные болезни свиней, репродуктивный и респираторный синдром свиней, свиной грипп, актинобациллёзную плевропневмонию свиней, пастереллёз, рожу свиней, стрептококкозы свиней, сальмонеллёз свиней, аскаридоз свиней, метастронгилёз и т. д. Через недостаточно обработанную свинину человек может заразиться некоторыми паразитозами (цистицеркоз, эхинококкоз, трихинеллёз и т. д.).

## Значение свиней в медицине

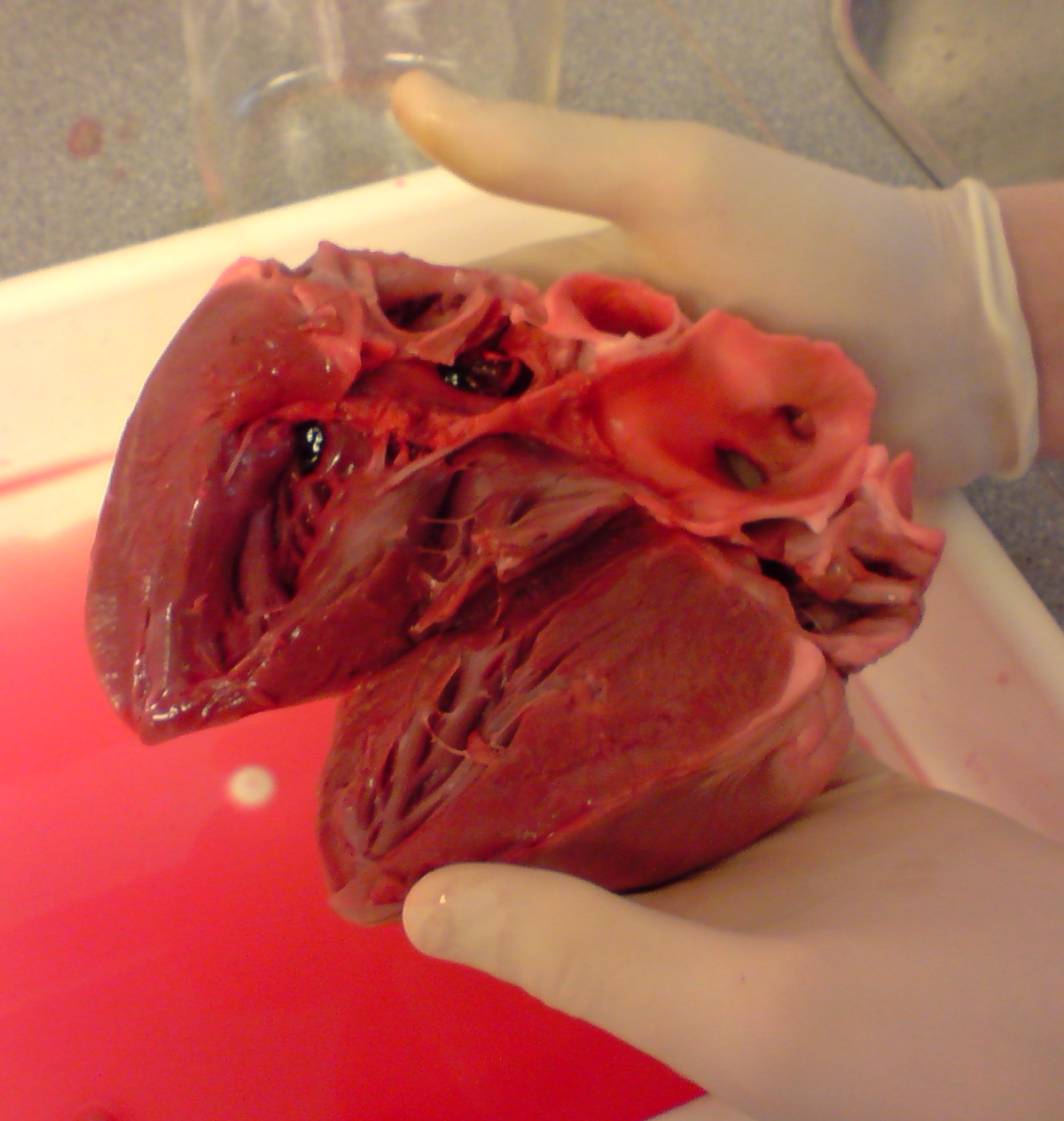
Сердце свиньи в разрезе

Домашние свиньи имеют значение и для медицины. Например, на их глазах, получаемых с мясокомбинатов учатся проводить операции будущие специалисты по микрохирургии глаза.
Свиньи экспериментально используются в ксенотрансплантологии из-за анатомических сходств некоторых органов с человеком. Для этих целей могут использоваться в том числе генномодифицированные экземпляры свиней. Так, есть некоторые успехи при дерматопластике и протезировании клапанов сердца. В 2022 году была выполнена первая пересадка сердца генетически модифицированной свиньи. Также свиньи используются в качестве лабораторных (в том числе модельных) животных.
Домашние свиньи менее агрессивны, чем их дикие предки, но иногда случаются и их нападения с укусами на живых людей и поедание трупов.

## Свинья в культуре

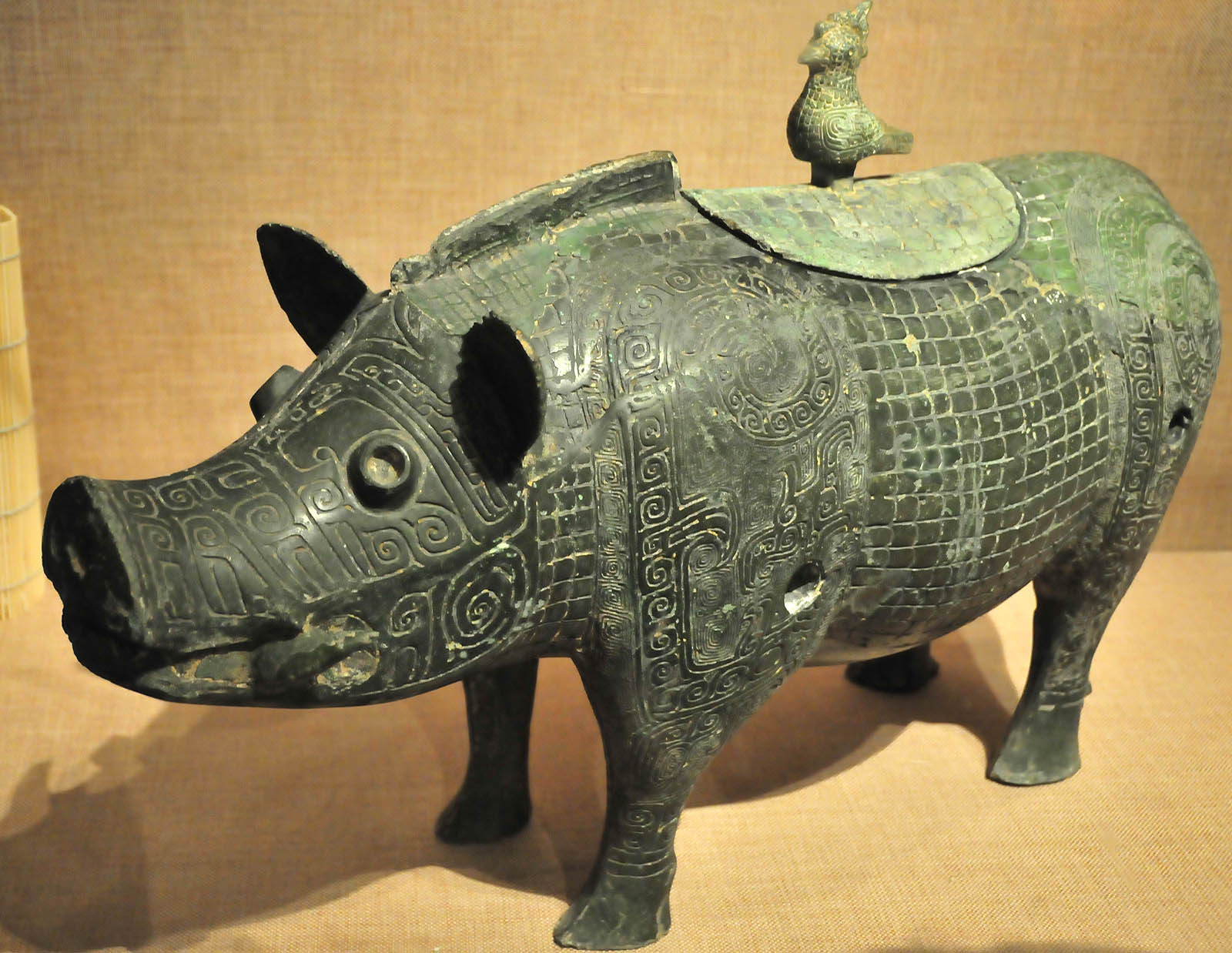
Статуэтка свиньи из коллекции Столичного музея

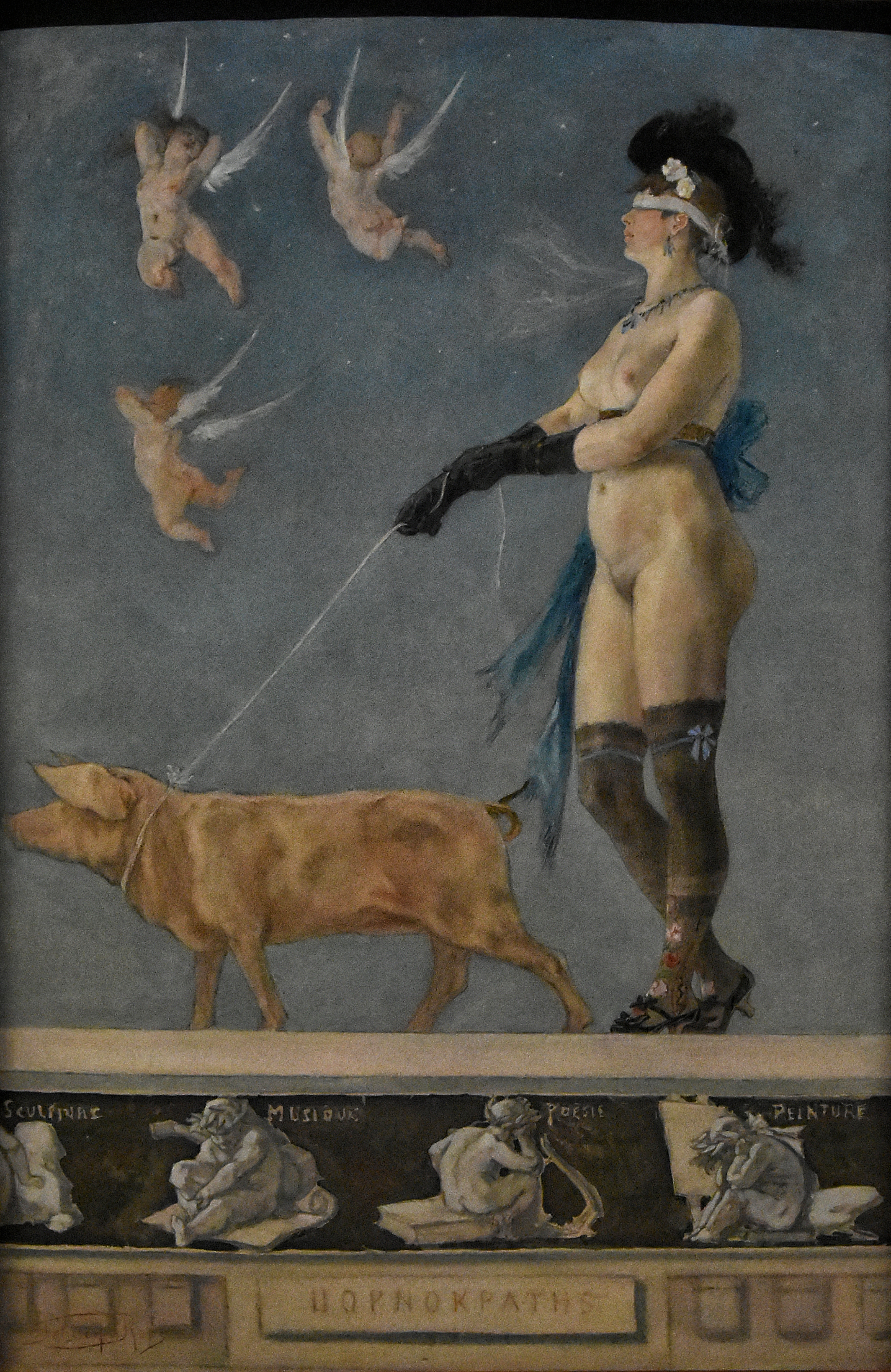
Ропс Фелисьен, 1878, «Порнократия»

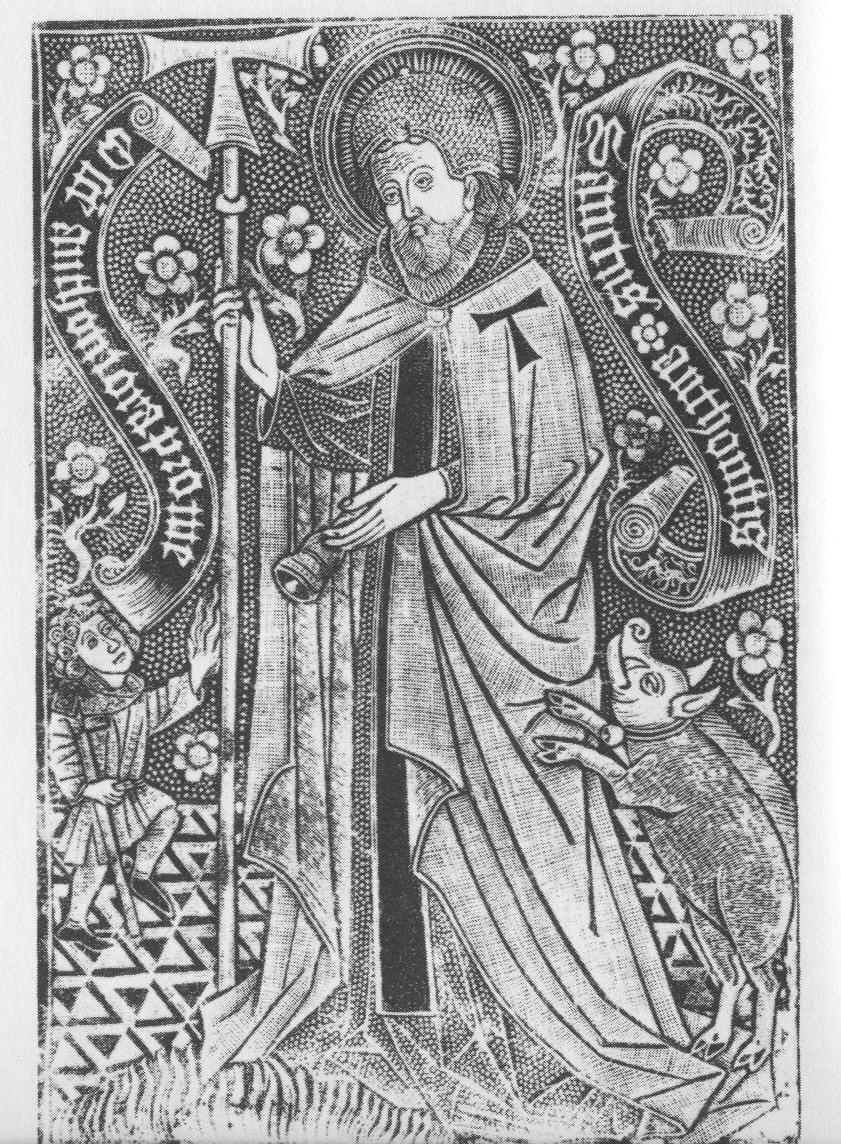
Антоний Великий со свиньёй

В восточном (буддийском) календаре существует год свиньи в 12-летнем цикле.
В древнеегипетской мифологии свинья считалась одним из животных, посвящённых богу Сету.
Свиньи присутствуют и в скандинавской мифологии. Так, Хильдисвини был вепрём, на котором ездила Фрейя, когда не использовала колесницу, запряженную рысями.
В русском языке слово «свинья» может означать грязного, неряшливого или подлого человека. С этим связана и пословица «свинья везде грязь найдёт».

### Религиозные нормы
В иудаизме (Лев. 11:7) и исламе есть свинину запрещено. Также свинину не едят прихожане христианских церквей, соблюдающих нормы Ветхого завета (например, адвентисты седьмого дня) и представители течений «духовного христианства»: молокане, духоборы, хлысты, субботники.
В Китае существует обычай ритуального забивания свиньи на могиле предков (на девятый день девятого лунного месяца). По поверию, дух предка, не получивший ежегодной жертвы, умирает навсегда, и не может более заботиться о благополучии потомков.

### Судебные процессы над свиньями
В средневековой Европе нередко судили свиней за детоубийства. Это связано с тем, что в средневековых городах свиньи свободно бродили по улицам. Они нередко заходили в жилища бедняков и загрызали спящих в колыбели детей. Свиней арестовывали и отправляли в уголовные тюрьмы. На содержание арестованной свиньи городские власти отпускали такие же средства, как и на обычного преступника. Нередко совершались казни над свиньями. В Париже сохранилось даже название предместья — «Повешенная свинья».